# ファティ・アキン
ファティ・アキン （トルコ語: Fatih Akın、1973年8月25日 - ）は、ドイツの映画監督、脚本家、俳優、プロデューサー。トルコ系ドイツ人。36歳にして世界三大映画祭すべてで賞を獲得した。

## 来歴
1973年8月25日、ハンブルクでトルコ移民の二世として生まれる。父親は1965年に出稼ぎ移民としてドイツに渡り、絨毯洗浄業に勤務しており、母親は小学校の教師だったが、父との結婚のためその3年後にドイツに移住した。学校ではバンド活動などをしていたが、16歳の時に映画監督になる夢を抱く。高校時代から地元のタリア劇場でアマチュア俳優として経験を積み、8ミリカメラで映画の自主製作をしていた。
1993年にハンブルクにある映画プロダクションで脚本家や俳優、監督として働き始める。1994年、ハンブルク造形芸術高等専門学校に入学。翌1995年には短編『Sensin - Du bist es!』を製作した。1998年、初の長編『Kurz und schmerzlos』を発表。ロカルノ国際映画祭に出品された。翌1999年には『Kismet』で主演を務めた。2000年、同学校を卒業した。
2004年、共同で映画制作会社を設立。同年、『愛より強く』を発表。第54回ベルリン国際映画祭金熊賞やヨーロッパ映画賞作品賞を受賞。ニュー・ジャーマン・シネマを彷彿とさせる作風により一躍注目された。翌2005年には、映画監督としては異例の若さでカンヌ国際映画祭の審査員に招待された。同年秋から半年間、母校の客員教授を務めた。同年、イスタンブールの音楽シーンを描いたドキュメンタリー『クロッシング・ザ・ブリッジ ～サウンド・オブ・イスタンブール～』を発表。同作ではアインシュテュルツェンデ・ノイバウテンのベーシストであるアレクサンダー・ハッケを主演に据え、音楽を通じた異文化の接触をテーマとした。2007年、『そして、私たちは愛に帰る』を発表。第60回カンヌ国際映画祭で脚本賞と観客賞を受賞した。同作は2008年のアカデミー賞外国語映画賞のドイツ代表作品に選出された。2009年にはコメディ映画『ソウル・キッチン』を発表。第66回ヴェネツィア国際映画祭で審査員特別賞を受賞し、30代にして世界三大映画祭を制覇を成し遂げた。
2012年、祖父母が住んでいたトルコの村についてのドキュメンタリー『トラブゾン狂騒曲 小さな村の大きなゴミ騒動』を発表した。2014年、タハール・ラヒムを主演に迎えた『消えた声が、その名を呼ぶ』を発表。一度はカンヌ国際映画祭に出品されたが、アキン自身が出品を取り止め、同年の第71回ヴェネツィア国際映画祭で上映された。同作は『愛より強く』『そして、私たちは愛に帰る』に続く「愛、死、悪に関する三部作」の最終作となる。

## 私生活
メキシコ系ドイツ人の女優と結婚。一児をもうけ、現在はハンブルクに在住している。ハンブルクのトルコ領事館に勤務する兄は、アキンの作品で俳優や助監督を務めている。アキンは仕事に集中する一方、映画製作の合間にはDJ「Superdjango」としてハンブルクのクラブで活動している。

## 名前
彼のトルコ系の名前はトルコ語に慣れない者には読み方に困難を伴う。日本では「ファティ・アキン」、「ファーティー・アーキン」などのカタカナ表記が見られるが、彼の母語の一つであるトルコ語の発音は「ファーティフ・アクン」という表記がもっとも近いと思われる（彼の姓は「Akin」ではなく「Akın」である）。母国のドイツでは「ファーティー・アーキン」と呼ばれている。

## 監督作品

### 長編
- Kurz und schmerzlos （1998年）
- 太陽に恋して Im Juli. （2000年）
- Denk ich an Deutschland - Wir haben vergessen zurückzukehren （2001年） ドキュメンタリー
- Solino （2002年）
- 愛より強く Gegen die Wand （2004年）
- クロッシング・ザ・ブリッジ 〜サウンド・オブ・イスタンブール〜 Crossing The Bridge – The Sound of Istanbul （2005年） ドキュメンタリー
- そして、私たちは愛に帰る Auf der anderen Seite （2007年）
- ソウル・キッチン Soul Kitchen （2009年）
- トラブゾン狂騒曲 小さな村の大きなゴミ騒動 Der Müll im Garten Eden （2012年） ドキュメンタリー
- 消えた声が、その名を呼ぶ The Cut （2014年）
- 50年後のボクたちは Tschick （2016年）
- 女は二度決断する Aus dem Nichts （2017年）
- 屋根裏の殺人鬼フリッツ・ホンカ Der Goldene Handschuh （2019年）
- ラインゴールド RHEINGOLD （2022年）

### 短編
- Sensin - Du bist es! （1995年）
- Getürkt （1996年）
- The Old Evil Songs" Germany （2004年） オムニバス『Visions of Europe』の一編
- Altyapi （2007年） ドキュメンタリー
- ニューヨーク、アイラブユー New York, I Love You （2008年） オムニバス
- Der Name Murat Kurnaz （2009年） オムニバス『Deutschland 09 - 13 kurze Filme zur Lage der Nation』の一編